# Черток Фелікс Борисович
Фелікс Борисович Черток (народився 29 серпня 1974 року) —  український бізнесмен, інвестор, маркетолог та бізнес-стратег. Він є засновником компанії Торговий дім "АВ", однієї з найбільших дистрибуційних компаній в Україні.

## Життєпис
Фелікс Черток народився в місті Дніпро, Україна, 29 серпня 1974 року.  Він належить до сім'ї українських євреїв, його батько, Борис Черток, був бізнесменом і власником компанії виробника м'ясних та ковбасних виробів "Ліра".
Закінчив Дніпровський технолого-економічний фаховий коледж, де здобув освіту технолога організації громадського харчування. Додатково здобував освіту на міжнародних бізнес-тренінгів з маркетингу, управління продажами та побудови команди.
Фелікс Черток одружений з Наталією Черток, має 7 дітей та онука. Сповідує юдаїзм. 25 років захоплюється гірськолижним спортом, та грає в аматорський футбол.

## Кар’єра
Займатись підприємницькою діяльністю Черток почав з 16 років заснувавши прокат відеокасет.
З 1994 року почав працювати у сфері оптової торгівлі алкогольними напоями та харчовими продуктами. Займався імпортом товарів з-за кордону. У 1998 році знайшов партнерів-виробників для співпраці в галузі дистрибуції власних марок продукції.
Протягом 15 років Черток Фелікс був власником мережі меблевих салонів у Дніпрі та Києві, що займались продажем меблів європейських брендів преміального класу “Монпельє”. Також займався виробництвом кінематографічної продукції та інвестував в рекламну агенцію.
2016 року Фелікс Черток заснував компанію Торговий дім "АВ" – що наразі, є однією з найбільших компаній-дистрибуторів в Україні, серед брендів якої горілка Green Day, "Українка", Helsinki, коньяки "Adjari", "Довбуш Карпатський", вина "Kosher Collection". Станом на 2023 рік його компанія Торговий дім "АВ" має понад 370 співробітників та щорічно поставляє на ринок 24 мільйони пляшок алкогольних напоїв.  
Станом на 2023 році інвестує в декілька ІТ-проєктів у сфері дистрибуції та виробництва, зокрема комплекс програмних продуктів  "BLITS" для мобільної торгівлі та дистрибуції. Програма електронного документообігу та електронний тендер для ефективної закупівлі товарів та послуг, логістики.  

## Громадська діяльність
Фелікс Черток є членом наглядової ради Єврейської громади м. Дніпро.
Його компанія Торговий дім “АВ” є офіційним спонсором Федерації Єврейських громад України одним з недавніх проєктів якої є будівництво бомбосховища у єврейському дитячому садочку.[джерело?]
З 2010 року входить до складу опікунської ради Дніпропетровської єврейської громади.
З 2012 року опікується пансіоном «Баїт леБанот», будинку для дівчат, які стали сиротами в ранньому віці. Також допомагає  будинку для літніх людей «Бейт Барух» що наразі також розміщує біженців, забезпечує людей харчуванням, житлом та медичною допомогою. Підтримує соціальні програми для жінок фонду «Хана», 2 дитячих будинки для дітей-євреїв, школу, садочок.[джерело?]
Також Фелікс Черток підтримує Збройні Сили України з початку повномасштабного вторгнення РФ в Україну, забезпечує всім необхідним співробітників, які вступили до лав Збройних сил України, закуповує спорядження для армії та надає фінансову та гуманітарну допомогу.